# Aeroportul Örebro
Aeroportul Örebro (IATA: ORB, ICAO: ESOE) este un aeroport din Comuna Örebro, Örebro län, Suedia ce deservește zona Örebro. Aeroportul a fost tranzitat în 2022 de 67.712 pasageri. A fost deschis în 1979.
Situat la o altitudine de 57 m, aeroportul dispune de 1 pistă.

## Infrastructură

### Piste
Aeroportul dispune de o singură pistă. Pista are orientarea 01/19.